# 2021 dans le catholicisme
Chronologie du catholicisme
- 2018
- 2019
- 2020
- 2021
- 2022
- 2023
- 2024
- 2025
- 2026

Cet article présente les faits marquants de l'année 2021 dans le catholicisme.

## Évènements
- 5 au 8 mars : voyage apostolique du pape en Irak.
- 24 avril : canonisation équipollente de Marguerite de Città di Castello.
- 16 juillet : publication du motu proprio Traditionis custodes par le pape François, tendant à limiter drastiquement voire à interdire l'usage du rite romain antérieur au concile Vatican II.
- 27 juillet : ouverture du procès du cardinal Becciu et de 10 autres prévenus dans l'affaire « de l'immeuble de Londres ».
- 5 au 12 septembre : Congrès eucharistique international à Budapest.
- 12 au 15 septembre : voyage apostolique du pape en Hongrie et en Slovaquie.
- 5 octobre : la CIASE remet son rapport, révélant l'ampleur des abus sexuels dans l’Église en France.
- 2 décembre : le pape accepte la démission de Michel Aupetit de sa charge d'archevêque de Paris, accusé d'autoritarisme et d'avoir entretenu une relation intime avec une femme.
- 2 au 6 décembre : voyage apostolique du pape à Chypre et en Grèce.
- 9 décembre : le pape accepte la démission de Robert Le Gall et nomme Guy de Kerimel pour lui succéder en tant qu'archevêque de Toulouse.
- 10 décembre : le pape nomme Alain Ransay évêque de Cayenne.
- 11 décembre : le pape nomme Alexandre Joly évêque de Troyes.
- 13 décembre : le pape reçoit la présidence de la CEF pour parler des abus sexuels et du rapport de la CIASE, que le pape doit prochainement rencontrer après une première annulation à la suite de critiques sur la méthodologie du rapport.
- 27 décembre : le pape nomme Jean-Paul Vesco archevêque d'Alger.

## Décès

### Janvier
- 7 janvier : Henri Schwery, cardinal suisse, évêque de Sion (° 14 juin 1932)
- 8 janvier : Paul Amargier, prêtre dominicain et historien français (° 15 juin 1924)
- 13 janvier : 
  - Eusébio Oscar Scheid, cardinal brésilien, archevêque de Rio de Janeiro (° 8 décembre 1932)
  - Philip Tartaglia, prélat écossais, archevêque de Glasgow (° 13 janvier 2021)

### Février
- 1er février : Jean-Pierre Jossua, prêtre dominicain, écrivain et théologien français (° 24 septembre 1930)
- 4 février : 
  - Paul Nassif Borkhoche, prélat grec-catholique melkite libanais, archéparque de Bosra et Hauran (° 7 octobre 1932)
  - Pierre-Antoine Paulo, prélat haïtien, évêque de Port-de-Paix (° 23 mars 1944)
- 10 février : Luc Versteylen, prêtre jésuite et militant politique belge (° 11 septembre 1927)
- 12 février : Bernard Nsayi, prélat congolais, évêque de Nkayi (° 1943)
- 13 février : Franz Jalics, prêtre jésuite, écrivain et missionnaire hongrois en Argentine (° 16 novembre 1927)
- 25 février : Yves Ramousse, prélat et missionnaire français, vicaire apostolique de Phnom Penh et évêque titulaire de Pisita (° 23 février 1928)
- 27 février : Linus Nirmal Gomes, prélat jésuite indien, évêque de Baruipur (° 7 avril 1921)

### Mars
- 6 mars : Joaquin G. Bernas, prêtre jésuite et professeur de droit philippin (° 8 juillet 1932)
- 25 mars : Uta Ranke-Heinemann, théologienne allemande (° 2 octobre 1927)

### Avril
- 1er avril : Henri Marescaux, militaire et diacre permanent français (° 12 septembre 1943)
- 3 avril : 
  - Cyprian Kizito Lwanga, prélat ougandais, archevêque de Kampala (° 19 janvier 1953)
  - Christian Wiyghan Tumi, cardinal camerounais, archevêque de Douala (° 15 octobre 1930)
  - Pier Giacomo De Nicolò, prélat italien, diplomate du Saint-Siège et archevêque titulaire de Martanae Tudertinorum (de) (° 11 mars 1929)
- 5 avril : Paulino Lukudu Loro, prélat sud-soudanais, archevêque de Djouba (° 23 août 1940)
- 6 avril : Hans Küng, prêtre et théologien suisse (° 19 mars 1928)
- 10 avril : 
  - Edward Idris Cassidy, cardinal australien de la Curie, précédemment diplomate du Saint-Siège et archevêque titulaire d'Amantia (de) (° 5 juillet 1924)
  - Félix del Blanco Prieto, prélat espagnol, diplomate du Saint-Siège et archevêque titulaire de Vannida (de) (° 15 juin 1937)
- 12 avril : Jaime Mota de Farias (de), prélat brésilien, évêque d'Alagoinhas (pt) (° 12 novembre 1925)
- 17 avril : Sebastian Koto Khoarai, premier cardinal lésothien, évêque de Mohale's Hoek (en) (° 11 septembre 1929)
- 25 avril : André de Witte, prélat et missionnaire belge, évêque de Ruy Barbosa (° 31 décembre 1944)
- 27 avril : Nicolas Cheong Jin-suk, cardinal sud-coréen, archevêque de Séoul (° 7 décembre 1931)

### Mai
- 1er mai : Jean Fontaine, prêtre, père blanc, missionnaire et écrivain français (° 2 décembre 1936)
- 6 mai : 
  - Paul Aulagnier, prêtre traditionaliste français (° 25 mai 1943]
  - Georges Perron, prélat et missionnaire français, évêque de Djibouti (° 12 janvier 1925)
- 11 mai : Ghislain Lafont, moine bénédictin et théologien français (° 13 février 1928)
- 23 mai : Michel Remaud, prêtre français, spécialiste du judaïsme et des relations judéo-chrétiennes (° 28 septembre 1940]
- 24 mai : Marie-Catherine Kingbo, religieuse sénégalaise, supérieure des Filles du Saint-Cœur de Marie (° 1953)
- 25 mai : Grégoire Pierre XX Ghabroyan, prélat de rite arménien, patriarche de Cilicie (° 15 novembre 1934)
- 29 mai : Cornelius Sim, premier cardinal brunéien, vicaire apostolique de Brunei et évêque titulaire de Putia-en-Numidie (de) (° 16 septembre 1951)

### Juin
- 6 juin : Jacques Behnan Hindo, prélat turc de rite syriaque, archevêque d'Hassaké-Nisibe (° 8 août 1941)
- 8 juin : Sylvain Ducange, prélat haïtien, évêque auxiliaire de Port-au-Prince et évêque titulaire de Novæ (de) (° 5 avril 1963)
- 24 juin : 
  - Alain Lebeaupin, prélat français, diplomate du Saint-Siège et archevêque titulaire de Vico Equense (de) (° 2 mars 1945)
  - Alain Richard, moine franciscain et militant français (° 10 septembre 1924)
- 29 juin : Albert Ayinde Fasina (de) prélat nigérian, évêque d'Ijebu-Ode (en) (° 8 juillet 1939)

### Juillet
- 5 juillet : Stanislaus Lourduswamy, prêtre jésuite et militant indien (° 26 avril 1937)
- 11 juillet : Laurent Monsengwo Pasinya, cardinal congolais, archevêque de Kinshasa (° 7 octobre 1939)
- 22 juillet : John Hsane Hgyi, prélat birman, évêque de Pathein (° 15 décembre 1953)
- 23 juillet : 
  - Michel Guyard, prélat français, évêque du Havre (° 19 juin 1936)
  - Hubert Bucher (de), prélat allemand, évêque de Bethlehem (en) (° 21 juin 1931)
- 26 juillet : Fernando Karadima, prêtre chilien renvoyé de l'état clérical en raison d'abus sexuels sur mineurs (° 30 août 1930)
- 29 juillet : Albert Vanhoye, cardinal, jésuite, exégète, recteur et enseignant émérite de l'Institut biblique pontifical (° 24 juillet 1923)

### Août
- 1er août : Guy Herbulot, prélat français, évêque d’Évry (° 7 mars 1925
- 9 août : Olivier Maire, prêtre montfortain français, assassiné par un réfugié rwandais qu'il hébergeait (° 19 novembre 1960)
- 10 août : Eduardo Martínez Somalo, cardinal espagnol de la Curie, précédemment archevêque titulaire de Thagora (de) (° 31 mars 1927)
- 13 août : Henryk Hoser, prélat polonais, archevêque-évêque de Varsovie-Praga (° 27 novembre 1942)
- 18 août : Jean-Pierre Schaller, prêtre, théologien et écrivain suisse (° 3 mars 1924)
- 21 août : Jean Orchampt, prélat français, évêque d'Angers (° 9 décembre 1923)
- 25 août : Manuel Guerra Gómez, prêtre, théologien, philologue et écrivain espagnol (° 27 juillet 1931)

### Septembre
- 6 septembre : Claude Azéma, prélat français, évêque auxiliaire de Montpellier et évêque titulaire de Murcona (de) (° 5 juillet 1943)
- 7 septembre : François Favreau, prélat français, évêque de Nanterre (° 15 novembre 1929)
- 20 septembre : Aloys Jousten, prélat belge, évêque de Liège (° 2 novembre 1937)
- 21 septembre : Jean-Baptiste Etcharren, prêtre français, missionnaire au Vietnam, supérieur général des Missions étrangères de Paris (° 15 avril 1932)
- 22 septembre : Bernard Sesboüé, prêtre jésuite, théologien et écrivain français (° 30 juillet 1929)
- 23 septembre : Jorge Urosa, cardinal vénézuélien, archevêque de Caracas (° 28 août 1942)
- 26 septembre : José Freire Falcão, cardinal brésilien, archevêque de Brasília (° 23 octobre 1925)
- 29 septembre : Alexandre José Maria dos Santos, cardinal mozambicain, archevêque de Maputo (° 18 mars 1924)

### Octobre
- 3 octobre : Jorge Medina Estévez, cardinal chilien de la Curie (° 23 décembre 1926)
- 30 octobre : Basílio do Nascimento, prélat est-timorais, évêque de Baucau (° 14 juin 1950)

### Novembre
- 14 novembre : Jerzy Tomziński, prêtre et canoniste polonais, supérieur des Pères paulins (° 24 novembre 1918)
- 21 novembre : 
  - Pere Riutort Mestre, prêtre, pédagogue, philologue et liturgiste espagnol (° 1935)
  - Jean-Pierre Schumacher, moine français, dernier survivant des moines de Tibhirine (° 15 février 1924)
- 26 novembre : Heinrich Pfeiffer, prêtre jésuite et historien de l'art allemand (° 22 février 1939)

### Décembre
- 2 décembre : Aldo Giordano, prélat italien, diplomate du Saint-Siège et archevêque titulaire de Tamada (de) (° 20 août 1954)
- 7 décembre : Philippe Stevens, prélat et missionnaire belge au Cameroun, évêque de Maroua-Mokolo (° 30 mars 1937)
- 26 décembre : Giacomo Capuzzi, prélat italien, évêque de Lodi (° 14 août 1929)
- 31 décembre : Luigi Negri, prélat italien, archevêque de Ferrare-Comacchio (° 26 novembre 1941)